# Gert Dockx
Gert Doeckx (Turnhout, 4 luglio 1988) è un ex ciclista su strada belga, professionista dal 2009 al 2016.

## Palmarès

### Strada
- 2006 (Juniores)

1ª tappa Grand Prix Général Patton (Vianden > Vianden)
Classifica generale Grand Prix Général Patton
- 2007 (Beveren 2000, una vittoria)

Omloop Het Volk Under-23
- 2008 (Beveren 2000, una vittoria)

3ª tappa Ronde de l'Isard d'Ariège (Vicdessos > Tarascon-sur-Ariège)
- 2013 (Lotto Belisol, due vittorie)

3ª tappa La Tropicale Amissa Bongo (Oyem > Bitam)
7ª tappa La Tropicale Amissa Bongo (Owendo > Libreville)

## Piazzamenti

### Grandi Giri
- Giro d'Italia

2011: 95º
2013: 103º
2014: 115º
- Vuelta a España

2011: 91º
2016: 126º

### Classiche monumento
- Giro delle Fiandre

2012: 92º
- Liegi-Bastogne-Liegi

2011: ritirato
2012: ritirato
- Giro di Lombardia

2011: ritirato
2012: ritirato
2013: ritirato
2015: 85º
2016: ritirato